# OpTic Gaming
OpTic Gaming, LLC. (abrégé OpTic) est le nom d'une organisation américaine de sport électronique, fondée en 2006 par Ryan "OpTic J" Musselman et "OpTic KR3W". Elle appartient aujourd'hui à Hector Rodriguez, surnommé "OpTic H3CZ". Actuellement, l'organisation est engagée sur sept scènes différentes : Call of Duty, Halo, Counter-Strike, Gears of War, League of Legends, Dota 2, Apex Legends ainsi que Valorant.
L'organisation est mieux connue pour les performances de son équipe Call of Duty, championne à deux reprises des X Games (2014 et 2015). Aux Game Awards 2015, l'équipe est élue équipe e-Sports de l'année.

## Équipes

### Call of Duty
| Nationalité | Alias   | Nom           | Rôle                    | Date d'entrée    |
| ----------- | ------- | ------------- | ----------------------- | ---------------- |
| États-Unis  | TJHaLy  | Thomas Haly   | SMG Player              | 14 octobre 2018  |
| États-Unis  | Scump   | Seth Abner    | Capitaine et SMG-Slayer | 20 janvier 2014  |
| États-Unis  | Crimsix | Ian Porter    | Leader In-Game          | 11 novembre 2014 |
| Canada      | Dashy   | Brandon Otell | AR Slayer               | 14 octobre 2018  |
| Canada      | Karma   | Damon Barlow  | Flex                    | 22 octobre 2018  |

Voir aussi : 

### Halo
| Nationalité | Alias     | Nom                | Origine      |
| ----------- | --------- | ------------------ | ------------ |
| États-Unis  | SnakeBite | Paul Duarte        |              |
| Canada      | Royal2    | Mathew Fiorante    | Saskatchewan |
| États-Unis  | Frosty    | Bradley Bergstrom  | California   |
| États-Unis  | Lethul    | Tony Campbell, Jr. | Michigan     |
| Canada      | Royal1    | Chris Fiorante     | Saskatchewan |

### Counter-Strike: Global Offensive
| Nationalité | Alias  | Nom               | Rôle           |
| ----------- | ------ | ----------------- | -------------- |
| Danemark    | k0nfig | Kristian Wienecke | Rifler         |
| Danemark    | cajunb | René Borg         | Rifler         |
| Danemark    | gade   | Nicklas Gade      | Rifler         |
| Danemark    | JUGi   | Jakob Rask Hansen | AWPer          |
| Danemark    | Snappi | Marco Pfeiffer    | In-game leader |
| Danemark    | ruggah | Casper Due        | Coach          |

### Apex Legends[1]
| Nationalité | Alias        | Nom            |
| ----------- | ------------ | -------------- |
| États-Unis  | Skittlecakes | William August |
| États-Unis  | Dropped      | Logan Layou    |
| États-Unis  | Knoqd        | Mark Thees     |

## Anciens joueurs

### Call of Duty

#### OpTic Gaming (depuis 2010)
| Nationalité | Alias     | Nom              | Date d'entrée                             | Date de fin                             | Équipe suivante                     |
| ----------- | --------- | ---------------- | ----------------------------------------- | --------------------------------------- | ----------------------------------- |
| États-Unis  | NaDeSHoT  | Matthew Haag     | octobre 2010 septembre 2011 novembre 2012 | mai 2011 mai 2012 avril 2015            | OpTic Nation JuKeD Retraite         |
| États-Unis  | MoonstruK | Nicholas Peraza  | octobre 2010                              | octobre 2010                            | Retraite                            |
| États-Unis  | MerK      | Joey Deluca      | novembre 2010 mai 2012                    | début 2012 juin 2013                    | apeX eSports NA Team EnVyUs         |
| Canada      | FLawLesS  | Richard Ferreira | novembre 2010                             | novembre 2010                           | Quantic Nex-TT-hreat                |
| États-Unis  | BigTymeR  | Will Johnson     | fin 2010 mai 2012                         | début 2012 janvier 2014                 | apeX eSports NA Retraite            |
| Canada      | Rambo     | Ray Lussier      | fin 2010 décembre 2011 mai 2012           | septembre 2011 début 2012 novembre 2012 | Xtravagant apeX eSports NA RoughNeX |
| États-Unis  | JKap      | Jordan Kaplan    | début 2011 septembre 2013                 | décembre 2011 décembre 2013             | Team EnVyUs FaZe Clan               |
| États-Unis  | ProoFy    | Jordan Cannon    | début 2011 octobre 2011 avril 2014        | début 2011 décembre 2011 novembre 2014  | Team Obey Team EnVyUs OpTic Nation  |
| États-Unis  | Saints    | Renato Forza     | début 2012 janvier 2014                   | mai 2012 janvier 2014                   | FaZe Clan Strictly Business         |
| États-Unis  | MBoZe     | Marcus Blanks    | décembre 2013                             | avril 2014                              | OpTic Nation                        |
| États-Unis  | Ricky     | Richard Stacy    | décembre 2013                             | janvier 2014                            | Curse LV                            |
| États-Unis  | Clayster  | James Eubanks    | janvier 2014                              | novembre 2014                           | Team EnVyUs                         |
| États-Unis  | Parasite  | Chris Duarte     | janvier 2014                              | janvier 2014                            | Curse LV                            |

#### OpTic Nation (2011, 2014-2015)
| Nationalité | Alias    | Nom             | Date d'entrée           | Date de fin                 | Équipe suivante                |
| ----------- | -------- | --------------- | ----------------------- | --------------------------- | ------------------------------ |
| États-Unis  | NaDeSHoT | Matthew Haag    | juin 2011               | juin 2011                   | Team EnVyUs                    |
| États-Unis  | Option   | Chris Bricker   | juin 2011               | juin 2011                   | RoughNeX                       |
| États-Unis  | Felonies | Jake Sabo       | juin 2011               | juin 2011                   | Retraite                       |
| États-Unis  | ProoFy   | Jordan Cannon   | juin 2011 novembre 2014 | juin 2011 janvier 2015      | Quantic LeveraGe Team EnVyUs   |
| États-Unis  | MBoZe    | Marcus Blanks   | avril 2014 avril 2015   | décembre 2014 novembre 2015 | SYNRGY Gaming Nation           |
| États-Unis  | Ricky    | Richard Stacy   | avril 2014 avril 2015   | novembre 2014 octobre 2015  | Prophecy compLexity Gaming     |
| États-Unis  | KiLLa    | Adam Sloss      | avril 2014 février 2015 | octobre 2014 mai 2015       | Noble eSports vVv Gaming       |
| États-Unis  | MiRx     | Marcus Carter   | mai 2014 janvier 2015   | novembre 2014 octobre 2015  | Team eLevate compLexity Gaming |
| Canada      | Karma    | Damon Barlow    | novembre 2014           | avril 2015                  | OpTic Gaming                   |
| États-Unis  | TeePee   | Tyler Polchow   | novembre 2014           | avril 2015                  | Team EnVyUs                    |
| Royaume-Uni | Swanny   | Callum Swan     | décembre 2014           | janvier 2015                | Epsilon eSports                |
| États-Unis  | Mochila  | Steve Canle     | mai 2015                | août 2015                   | Thrust Nation                  |
| États-Unis  | NameLeSs | Anthony Wheeler | septembre 2015          | octobre 2015                | compLexity Gaming              |

### Halo
| Nationalité | Alias         | Nom               |
| ----------- | ------------- | ----------------- |
| États-Unis  | ContrA        | Cody Szczodrowski |
| États-Unis  | Aries         | Mason Miller      |
| États-Unis  | iGotUrPistola | Justin Deese      |
| États-Unis  | Snipedown     | Eric Wrona        |
| États-Unis  | Lifestyle     | Garrett Miller    |
| États-Unis  | Chaser        | Ian Contorelli    |
| États-Unis  | Naded         | Brett Leonard     |
| États-Unis  | Assault       | Clete LoRusso     |
| États-Unis  | Stellur       | Braedon Boettcher |

### Counter-Strike
| Nationalité | Alias     | Nom            |
| ----------- | --------- | -------------- |
| États-Unis  | ShahZaM   | Shahzeb Khan   |
| Canada      | stanislaw | Peter Jarguz   |
| Finlande    | allu      | Aleksi Jalli   |
| Suède       | friberg   | Adam Friberg   |
| Espagne     | mixwell   | Óscar Cañellas |
| Danemark    | Magisk    | Emil Reif      |
| Estonie     | HS        | Kevin Tarn     |
| Canada      | NAF       | Keith Markovic |
| États-Unis  | tarik     | Tarik Celik    |
| États-Unis  | RUSH      | Will Wierzba   |
| Canada      | daps      | Damian Steele  |

## Palmarès

### Call of Duty
| Évènement                        | Classement |
| -------------------------------- | ---------- |
| Call of Duty XP                  | 1er        |
| Call of Duty Championship 2013   | 3e         |
| Call of Duty Championship 2014   | 3e         |
| MLG X Games Invitational         | 1er        |
| Call of Duty Championship 2015   | 7e         |
| MLG Pro League Season 2 Playoffs | 1er        |
| Call of Duty Championship 2016   | 7e         |
| Call of Duty Championship 2017   | 1er        |
| Call of Duty Championship 2018   | 17e-24e    |

## Propriétaires

### Actuel
| Nationalité | Alias | Nom              | Début |
| ----------- | ----- | ---------------- | ----- |
| Mexique     | H3CZ  | Hector Rodriguez | 2007  |

### Anciens
| Nationalité | Alias    | Nom            | Position       |
| ----------- | -------- | -------------- | -------------- |
| États-Unis  | KR3W     |                | Propriétaire   |
| États-Unis  | OpticJ   | Ryan Musselman | Propriétaire   |
| États-Unis  | NaDeSHoT | Matthew Haag   | Copropriétaire |